# Roly-Poly
「Roly-Poly」（ロリポリ）は、T-ARAの日本での3枚目のシングル。2012年2月29日にEMIミュージックジャパンから発売された。振付担当はペ・ユンジョン。

## 概要
タイトル曲「Roly-Poly」は、2011年6月29日に韓国で発売されたミニアルバム『John Travolta Wannabe』のタイトル曲であり韓国でトリプルクラウンを達成した曲の日本語版である。1980年代のレトロダンスがタイトルになっている。
初回盤A・B・通常盤の3種形態で販売された。初回盤A・Bはそれぞれジャケットと特典が異なる。通常版のみ収録されている「Bo Peep Bo Peep (LIVE ver.)」は、2011年7月5日にSHIBUYA-AXで行われた「First Show Case」にて歌唱されたものが収録されている。3種形態購入特典は、メンバーソロバージョンのミュージックビデオが応募者全員に当たるプレゼント応募券である。
ミュージックビデオ撮影時メンバー全員でのステージ撮影終了後、ジヨンが丸い階段の上で足を伸ばして座り込んだことが原因で、正面から見て1段目の左側に穴が開くアクシデントが起こり、ウンジョン、ソロバージョンではダンサーの足と足の間に一瞬ではあるが、穴を隠すぼかし処理がある。

## 収録曲
CD
初回盤A
1. Roly-Poly (Japanese ver.)
作詞：Shin Sadong Tiger、Choi Kyu-Sung、日本語詞：藤林聖子、作曲・編曲：Shin Sadong Tiger、Choi Kyu-Sung
2. コジンマル 〜嘘〜 (Japanese ver.)
作詞：Cho Young Soo、日本語詞：Kei、作曲・編曲：Cho Young Soo
3. Roly-Poly (Inst.)
4. コジンマル 〜嘘〜 (Inst.)

初回盤B
1. Roly-Poly (Japanese ver.)
2. Apple is A (Japanese ver.)
作詞：Cho Young Soo、日本語詞 : 藤林聖子、作曲・編曲：Cho Young Soo
3. Roly-Poly (Japanese ver.)
4. Apple is A (Inst.)

通常盤
1. Roly-Poly (Japanese ver.)
2. Roly-Poly in コパカバーナ (Japanese ver.)
3. Roly-Poly (Inst.)
4. Roly-Poly in コパカバーナ (Inst.)
5. Bo Peep Bo Peep (LIVE ver.|T-ARA First Show Case Live in SHIBUYA-AX 2011.7.5) (Bonus Track)

DVD
初回盤A
1. Roly-Poly(Japanese ver.) Music Video
2. コジンマル 〜嘘〜(Japanese ver.) Music Video

初回盤B
1. Roly-Poly(Japanese ver.) Dance feature ver.
2. Roly-Poly(Japanese ver.) Music Video Making

3種形態購入特典
1. Roly-Poly(Japanese ver.) Music Video solo ver.

## 仕様
- 【初回盤A】CD+DVD
- 【初回盤B】CD+DVD
- 【通常盤】CD